# 科夫巴希納
50°50′46″N 28°29′10″E / 50.84611°N 28.48611°E
科夫巴希納（烏克蘭語：Ковбащина），是烏克蘭的村落，位於該國北部日托米爾州，由科羅斯堅區負責管轄，始建於1849年，面積1.48平方公里，海拔高度198米，2024年人口290，人口密度每平方公里277.03人。